# Љубљански трамвај
Трамвајски систем Љубљани је био систем јавног шинског превоза у Љубљани.

## Историја
Идеја о првом љубљанском трамвају сеже још у 1897. годину, када је градоначелник Иван Хрибар писао аутро-угарским властима да у Љубљани изграде трамвај који би возио до Љубљанске тврђаве на брду у близини центра града.
Љубљански трамвај у саобраћај је пуштен 1901. године. Међутим, у периоду после Другог светског рата већина градова у Југославији укинула је трамвајски саобраћај дајући тако више простора аутомобилима који су постајали све важнији. Трамвај у Љубљани укинут је 1958. године, а дужина трачница тада је износила 21 km. 

### Линије у 1940.
Укупна дужина трамвајске мреже у 1940: 21,400 метара.
| Број | Рута                                 |
| ---- | ------------------------------------ |
| 1    | Шентвид - Ајдовшчина - Општа болница |
| 2    | Виц - Ајдовшчина - Свети крст        |
| 3    | Хала - Раковник                      |
| 4    | Главна пошта - Свети крст            |

## Будућност
Градске власти до 2015. године планирају враћање у саобраћај оригиналне трамвајске линије с почетка 20. века. Укупна дужина система тада би требало да буде 21-25 km.